# 船津一輝
船津一輝（日语：ふなつ一輝、，1973年11月29日—）是日本漫畫家。代表作品是在2001年至2013年期間連載的《華麗的餐桌》，共49卷。

## 作品列表

### 連載作品
- 華麗的餐桌（《週刊Young Jump》2001年7號－2013年2號、全49卷）
- 妖怪少女MONSTER GIRL（《週刊Young Jump》2014年14號－2017年30號、全14卷）
- 點到為止!!milky way（すんどめ!!ミルキーウェイ）（《Grand Jump》2016年13號－ 2019年24號、全9卷）
  - すんどめ!!ミルキーウェイ ANOTHER END（『増刊グランドジャンプむちゃ』2020年3月号 - 2021年1月号、全1巻）
- 土下座跪求給看
- （《Ultra Jump》2020年4月號－連載中、既刊11巻）
- （『グランドジャンプ』2024年14号 - 連載中、既刊1巻）

## 外部連結
- 官方網站 （页面存档备份，存于）（日語）
- 船津一輝的X（前Twitter）